# Buveurs de la Germanie

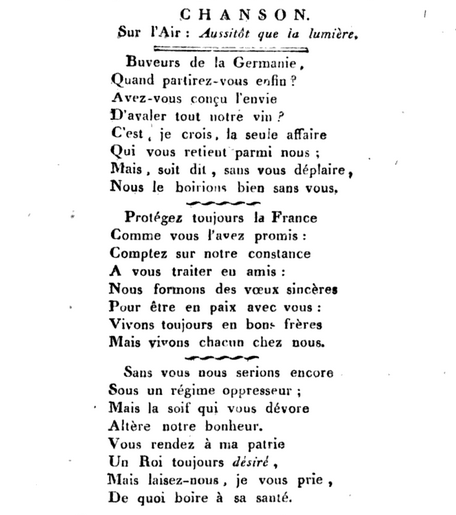
Les trois strophes originelles de la chanson.

Buveurs de la Germanie, est une chanson royaliste, écrite dans le contexte de l'occupation de la France qui suit la chute du Premier Empire, et dont l’identité de l'auteur est sujette à controverse.

## Appellations différentes
Cette chanson est abordée dans les différents ouvrages qui la traitent, sous des noms qui différent parfois. Ainsi on peut la trouver nommée :
- Buveurs de la Germanie
- Aux alliés
- Adieu des Lyonnais aux Autrichiens

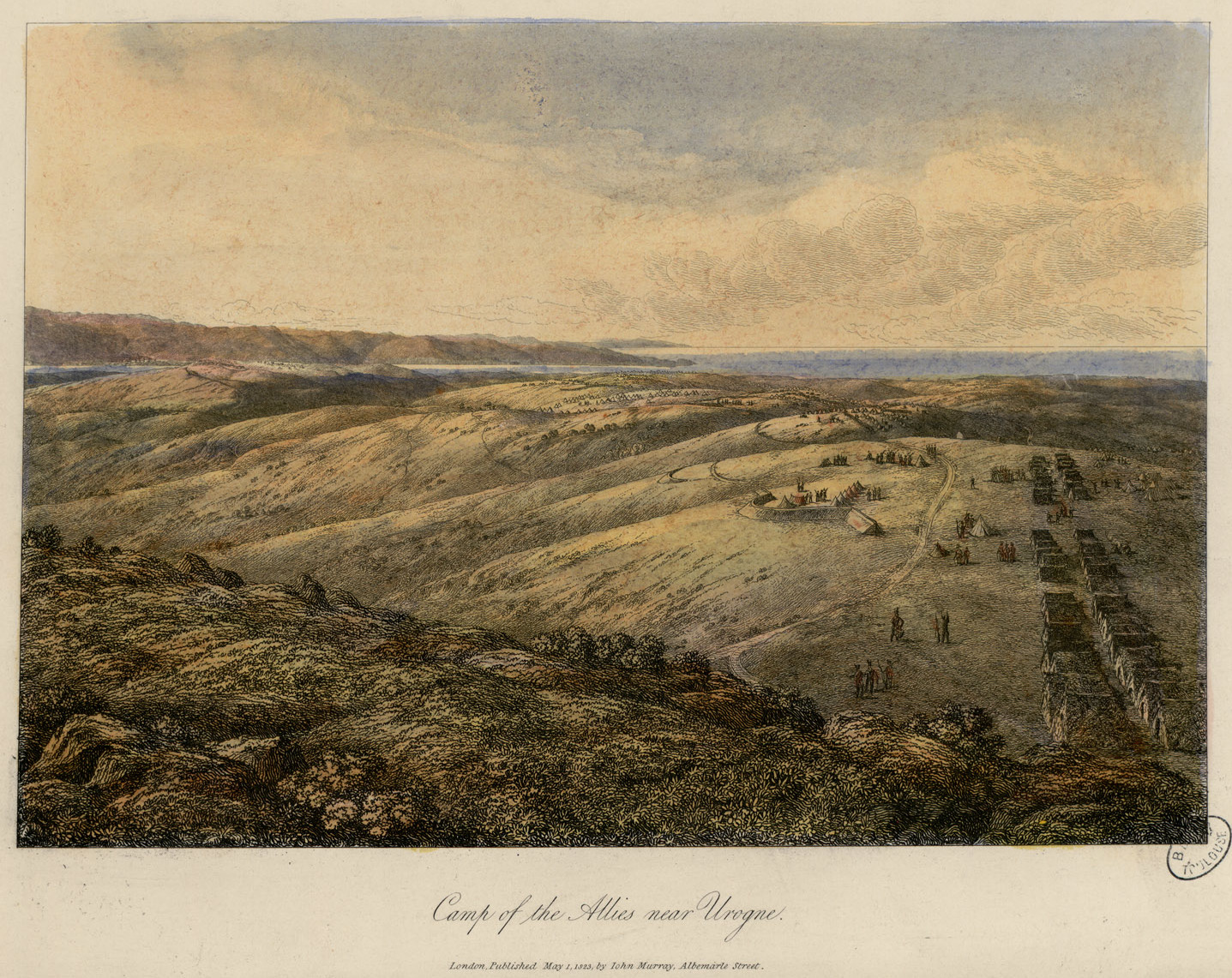
Robbert Batty, Camp des Alliés près d'Urrugne, 1823.

## Histoire
Elle a été écrite en 1815 dans le contexte de l'occupation de la France, qui suit la chute de Napoléon Bonaparte. Elle est initialement composée de trois couplets,,,. Elle se chante sur l'air de Aussitôt que la lumière,.
Publiée, pour la toute première fois, dans Les Annales politiques morales et littéraires, elle est envoyée à tous les abonnés le 1er janvier 1816 l'attribuant à un habitant anonyme de la ville de Laon. Elle fait alors le tour du nouveau royaume de France,et semble même avoir été entonnée jusqu'à Liège. 
Le journaliste Félix Platel mentionne le premier couplet, dans son ouvrage Savoie et Piémont,. Couplet aussi mentionné dans le roman historique du poète Jean-Pierre Veyrat, Le moulin de la Dhuys.

### Controverse autour de l'auteur
Elle fut, successivement, attribuée à un habitant anonyme de Laon,, puis à un autre de Champagne, puis à un Lorrain. Pour Charles-Émilien Thuriet, elle est l’œuvre du poète et chansonnier bisontin Charles Viancin. D'après Thuriet, elle ne lui fut pas attribuée en raison de la faible popularité qu'avait l'auteur, à cette époque.
En 1844, lors d'une lecture publique, Paul Decagny l'attribue à un certain M. Gorain, d'Amiens. Dans ses mémoires, François-Joseph Fourquemin l'associe à un certain Monsieur Dupin, de Nevers et mentionne qu'un quatrième couplet fut écrit ultérieurement par un certain M. Gounot. Fourquemin précise que cette chanson suscita une réponse de la part d'un colonel russe anonyme,. 
Ultérieurement, l'historien Éric Jacques l'attribue à André-Marie Ampère. 

## Texte
Buveurs de la Germanie

Quand partirez-vous enfin ?

Avez-vous conçu l’envie

D’avaler tout notre vin ?

C’est, je crois, la seule affaire

Qui vous retient parmi nous.

Mais soit dit sans vous déplaire, 

Nous le boirions bien sans vous !

Protégez toujours la France

Comme vous l’avez promis,

Comptez sur notre constance

À vous traiter en amis :

Nous formons des vœux sincères

Pour être en paix avec vous.

Vivons toujours en bons frères,

Mais vivons chacun chez nous !

Sans vous, nous serions encore

Sous un régime oppresseur.

Mais la soif qui vous dévore

Altère notre bonheur.

Vous rendez à ma patrie

Un roi longtemps désiré,

Mais laissez nous, je vous prie,

De quoi boire à sa santé,,,, !
Dernier couplet. Écrit ultérieurement :
Sensibles à nos prières,

Vous avez fait vos adieux,

Au delà de nos frontières

Puissiez-vous trouver mieux !

Pour nous, en nous rendant grâce

Et de notre tranquillité,

Nous buvons, grand bien vous fasse,

En chœur, à votre santé.